# 卡沃斯 (吉马良斯)
卡沃斯（葡萄牙語：Calvos）是葡萄牙布拉加区的一个堂区，位於吉馬良斯。总面积1.86平方公里，总人口983人，人口密度528.5人/平方公里。